# Josh Hammond
Josh Hammond (Boise, 7 settembre 1979) è un attore statunitense.

## Filmografia

### Cinema
- The Woman Chaser, regia di Robinson Devor (1999)
- Stirpe di sangue (The Brotherhood), regia di David DeCoteau (2001)
- Microscopic Boy, regia di Bruce McCarthy e David DeCoteau (2001)
- Distruggete Los Angeles! (Scorcher), regia di James Seale (2002)
- Dead Above Ground, regia di Chuck Bowman (2002)
- Black Cadillac, regia di John Murlowski (2003)
- Jeepers Creepers 2 - Il canto del diavolo 2 (Jeepers Creepers 2), regia di Victor Salva (2003)
- Timecop 2 (Timecop: The Berlin Decision), regia di Steve Boyum (2003)
- Blue Demon, regia di Daniel Grodnik (2004)
- The Tripper, regia di David Arquette (2007)
- 75 - Seventy Five (7eventy 5ive), regia di Brian Hooks e Deon Taylor (2007)
- Money Shot, regia di Bill McAdams Jr. (2012)The Penny Dreadful Picture Show, regia di Nick Everhart, Leigh Scott e Eliza Swenson (2013)

### Televisione
- Giovani, alieni e vendicatori (Alien Arsenal), regia di David DeCoteau – film TV (1999)
- Undressed – serie TV (2001)
- Pacific Blue – serie TV, episodio 5x05 (1999)
- Eddie, il cane parlante (100 Deeds for Eddie McDowd) – serie TV, 5 episodi (1999-2000)
- The Last Dance, regia di Kevin Dowling – film TV (2000)
- Boston Public – serie TV, episodio 1x04 (2000)
- Prima o poi divorzio! (Yes, Dear) – serie TV, episodio 2x07 (2001)
- Le cose che amo di te (What I Like About You) – serie TV, episodio 1x10 (2003)
- Dawson's Creek – serie TV, episodio 6x13 (2003)
- The Division – serie TV, episodio 4x01 (2004)
- Ring of Darkness - Il cerchio del diavolo (Ring of Darkness), regia di David DeCoteau – film TV (2004)
- Century City – serie TV, episodi 1x02-1x03-1x04 (2004)
- CSI: NY – serie TV, episodio 1x02 (2004)
- Las Vegas – serie TV, episodio 2x06 (2004)
- A casa di Fran (Living With Fran) – serie TV, episodio 1x07 (2005)
- Scrubs - Medici ai primi ferri (Scrubs) – serie TV, episodio 5x01 (2006)
- Malcolm (Malcolm in the Middle) – serie TV, episodio 7x12 (2006)